# Локмине
Локмине (фр. Locminé) — коммуна на северо-западе Франции, находится в регионе Бретань, департамент Морбиан, округ Понтиви, кантон Гран-Шан. Расположена в 29 км к северу от Вана и в 113 км к востоку от Кемпера, в 2 км от национальной автомагистрали N24. 
Население (2019) — 4 505 человек.

## История
При Локмине имели место два эпизода восстания шуанов. 7 апреля 1796 года отряд из 2,5 тыс. шуанов вступил в сражение с 1,7 тыс. республиканцев и вынудил их укрыться в Локмине. 27 октября 1799 года от 2 до 3 тысяч шуанов внезапно атаковали гарнизон республиканской армии в Локмине численностью от 80 до 200 человек и, после ожесточенного боя, вынудили их оставить поселок и отступить к Вану.

## Достопримечательности
- Приходская церковь Святого Спасителя или Святого Коломбана; построена в 70-х годах XX века и включает часть средневековой церкви Святого Коломбана

## Экономика
Структура занятости населения:
- сельское хозяйство — 0,5 %
- промышленность — 28,8 %
- строительство — 5,1 %
- торговля, транспорт и сфера услуг — 45,7 %
- государственные и муниципальные службы — 19,9 %

Уровень безработицы (2018) — 12,4 % (Франция в целом —  13,4 %, департамент Морбиан — 12,1 %). 

Среднегодовой доход на 1 человека, евро (2018) — 20 190 (Франция в целом — 21 730, департамент Морбиан — 21 830).

## Демография
Динамика численности населения, чел.

## Администрация
Пост мэра Локмине с 2007 года занимает член партии Республиканцы Грегуар Сюпер (Grégoire Super). На муниципальных выборах 2020 года возглавляемый им независимый блок был единственным.
| Период | Период | Фамилия       | Партия                                                       | Примечания                                                                                         |
| ------ | ------ | ------------- | ------------------------------------------------------------ | -------------------------------------------------------------------------------------------------- |
| 1965   | 1977   | Эрве Лодрен   | Союз демократов в поддержку республики                       | депутат Национального собрания Франции, член Генерального совета департамента                      |
| 1977   | 1983   | Жак Беллон    |                                                              | |
| 1983   | 1989   | Бернар Лерьо  |                                                              | руководитель компании                                                                              |
| 1995   | 2007   | Жерар Лоржу   | Объединение в поддержку Республики Союз за народное движение | владелец типографии, депутат Национального собрания Франции, член Генерального совета департамента |
| 2007   |        | Грегуар Сюпер | Союз за народное движение Республиканцы                      | помощник руководителя                                                                              |

## Города-побратимы
- Медебах, Германия
- Понтардав, Уэльс

## Галерея
- Старая часть церкви
- Новая часть церкви